# Cladocoryne haddoni
Cladocoryne haddoni är en nässeldjursart som beskrevs av James Barrie Kirkpatrick 1890. Cladocoryne haddoni ingår i släktet Cladocoryne och familjen Cladocorynidae. Inga underarter finns listade i Catalogue of Life.